# Роторно-лопатевий двигун
Роторно-лопатевий двигун (РЛД) — тип двигуна внутрішнього згоряння роторного типу, в якому тиск газів, що розширюються при згорянні, сприймають обертові на валу лопаті.
Двигун винайдений в середині 19-го століття, але через неможливість забезпечення надійної синхронізації, так і не дійшов промислового використання.
В 2011 році, на початку рекламної компанії з просування російського «Йо-мобіля» робились заяви щодо використання в ньому роторно-лопатевого двигуна, але проект так і не був здійснений.